# 西尔维·赛莫
西尔维·赛莫（芬蘭語：Sylvi Saimo，1914年11月12日—2004年3月12日），芬兰女子皮划艇运动员。她曾代表芬兰参加1948年和1952年夏季奥林匹克运动会皮划艇比赛，其中在1952年奥运会获得一枚金牌。